# 面燃大士

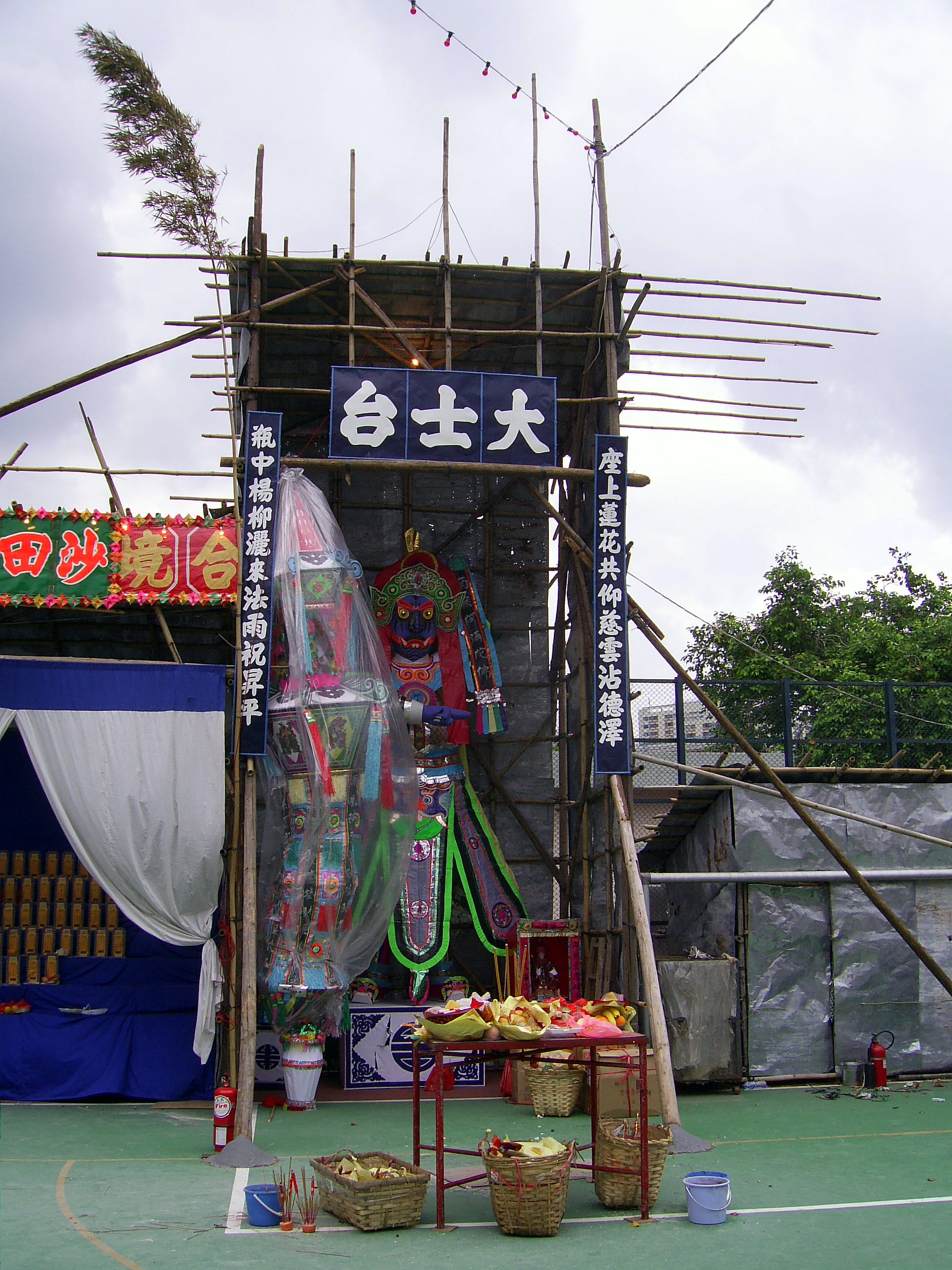
潮州式面燃大士紙紮像，攝於香港沙田舉行的潮人盂蘭盆會

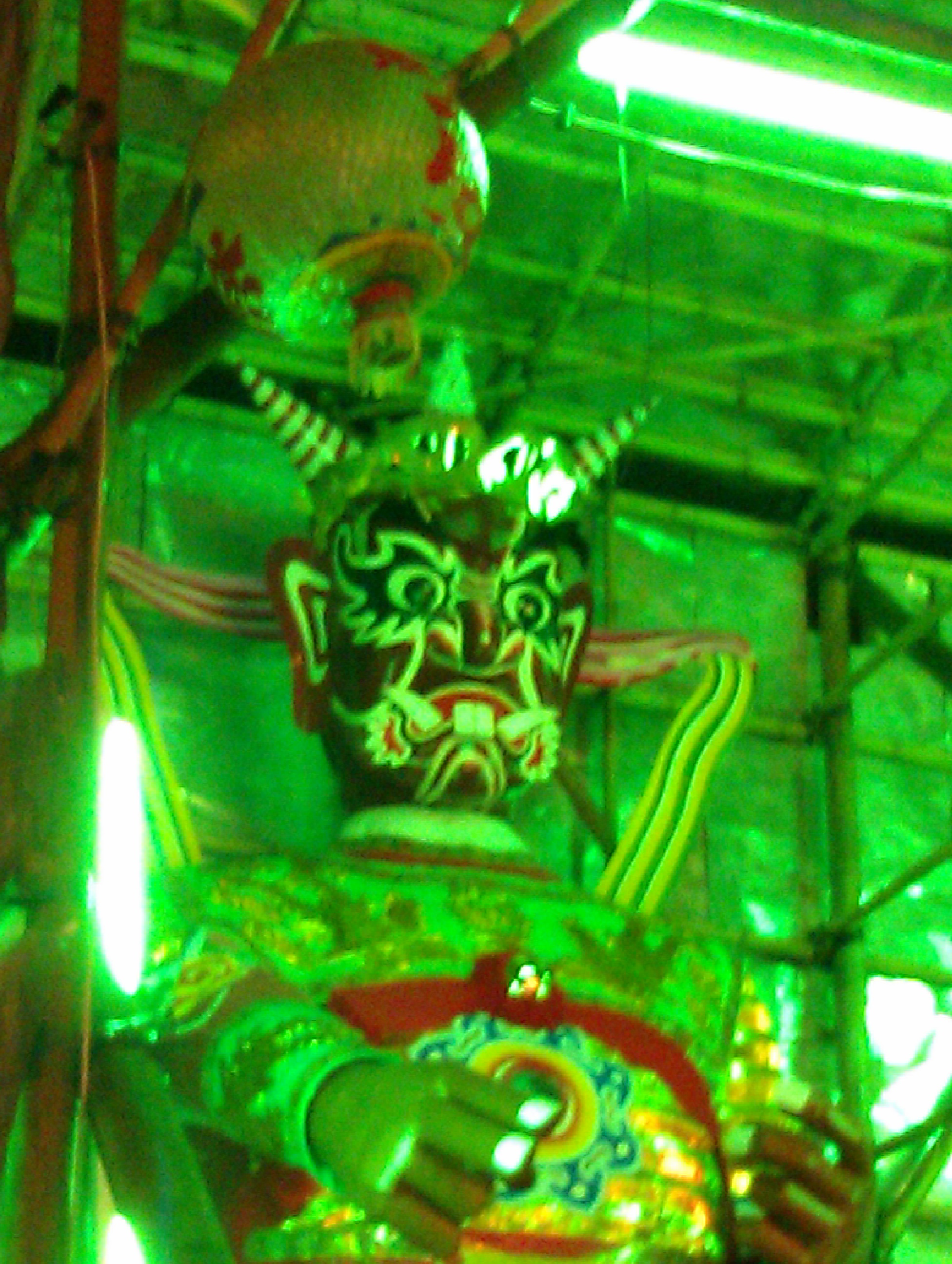
海陸豐面燃大士紙紮像，攝於油塘高超道球場舉行的盂蘭盆會

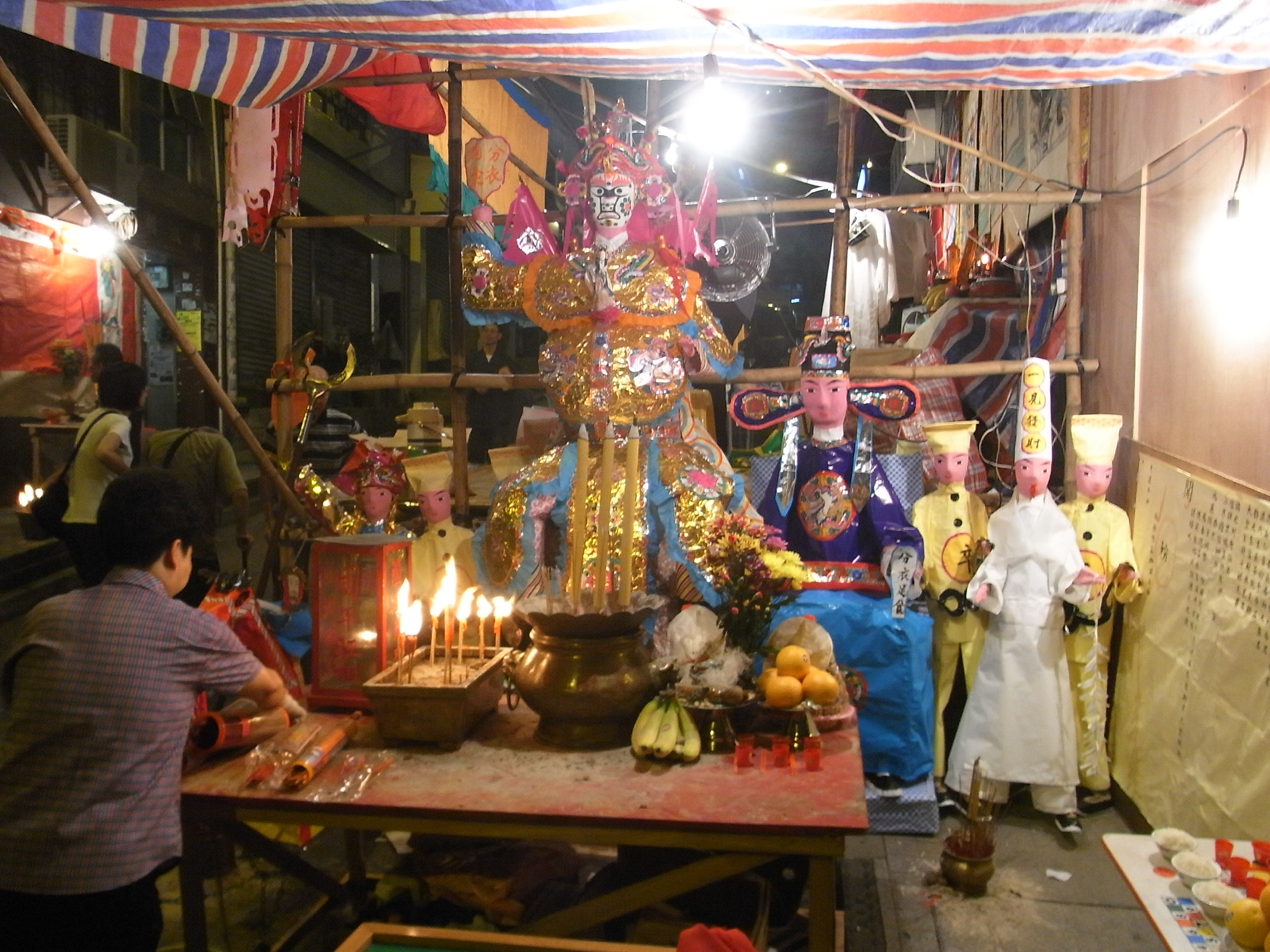
廣府式面燃大士紙紮像，攝於香港中區三十間盂蘭勝會

面燃大士或面然大士（然是燃的古字），又称焦面大士、焰口鬼王，原為佛教護法，後成為道教的著名神祇，俗謂「大士爺」、「大士王」、「普渡公」或「普渡爺」。原在佛教中是形容「顏面被火燃燒的鬼王」，是观世音菩萨的化身。释迦佛的弟子阿难陀尊者為了解救餓鬼面然，让佛陀说出放焰口的仪轨，後餓鬼面然皈依佛法而成為佛教護法面然鬼王大士。这套仪轨在盂兰盆节中也会用到，再後来「焰口鬼王」被道教吸收爲神祇。道教认为，在農曆七月，所有來陽世享香火的亡靈，都歸此神管理；不少地方中元法會祭拜亡靈之前，會先祭拜面燃大士。在臺灣，有少數以此神為主神的廟宇，最著名為嘉義縣民雄鄉「大士爺廟」，另為高雄市小港龍湖廟（自清朝乾隆60年（西元1795年）建廟迄今）。
- 在2024年1月獲「高雄市政府文化局」專家委員會，依照「文化資產保存法」審定，將「小港龍湖廟大士爺祭典」，核定為「高雄市市定民俗」無形文化資產認證，並指定財團法人小港龍湖廟為保存單位。國家文化資產網：小港龍湖廟大士爺祭典
- 高雄市文化局無形文化資產認證-小港龍湖廟

## 典故來由
唐代于阗国实叉难陀三藏旧译称面燃鬼王（不空三藏新译为焰口鬼王）的典故出現在「阿難遇面燃鬼王」的佛經故事中。实叉难陀译《佛說救拔面燃餓鬼陀羅尼經》記載，釋迦牟尼佛的弟子阿難尊者在林間修習禪定時，忽然看見一位滿臉火焰熊熊燃燒、骨瘦如柴、痛苦異常的鬼王來到面前。鬼王自稱「面燃」，說阿難三天之後將墮落餓鬼道，想避免，就要布施百千個餓鬼及百千個婆羅門仙人各一斛飲食，並供養三寶。阿難向佛陀稟報，佛陀教阿難《陀羅尼施食法》，即陀羅尼加持過的食物成為法供，上奉佛法僧三寶，平等下施餓鬼等眾生，如此則能消除眾鬼的痛苦，令他們捨去鬼身，生於天道。阿難便遵照佛陀的教化與指示，設齋供僧，並且施餓鬼來祈福，因此獲得解脫。從此佛教就有了設「面燃鬼王」牌位，放燄口法會等習俗。
关于「面燃鬼王」的來由與職能，依一些民間佛教說法，祂是觀音大士所權現，故稱「大士爺」。也有人認為「面燃大士」以鬼王相貌展現，源自《法華經普門品》中，觀音大士“應以天、龍、夜叉、乾闥婆、阿修羅、迦樓羅、緊那羅、摩睺羅伽、人、非人等身得度者，即皆現之而為說法。」「以種種形遊諸國土度脫眾生」，是觀音大士教化餓鬼界因眾生的需要而產生，另一方面是警惕人們應該積極布施僧侶、貧民，不宜動貪愛及慳吝想，以免墮入餓鬼心識，成為“面燃”的眷屬。

## 民間的奉祀
華人民間則多採佛教說法，而使用道教科儀。無論是中元盛會，或是各種類型的超度法會與齋醮，多以佛教形式塑造大士爺神像：「頂生二角、青面獠牙，高大威武，頭上還有一尊觀世音菩薩像，象徵其代表慈悲的觀音大士」，而在各種類型的超度法會與齋醮前会請僧人或道士進行開光。
中元節祭亡魂前，一般都先拜大士爺；有些慎重的信徒會以紙紮出大士爺塑像，也有些用牌位、畫像、木石雕像祭祀，並將大士爺神位或神像放置供桌之前，以求祭祀順利。待到七月一過，一般會火化大士爺像，送其登天。
在泰國神話中，大士爺與猴王哈努曼是南傳佛教佛祖的護法神，在泰國被稱為鬼王，同時也是泰國的象徵之一。在曼谷素万那普機場便有豎立其身著盔甲，手持法劍的雕像。

## 外部連結
- 维基共享资源上的相關多媒體資源：面燃大士